# Padul (kommunhuvudort)
Padul är en kommunhuvudort i Spanien. Den ligger i provinsen Provincia de Granada och regionen Andalusien, i den södra delen av landet, 400 km söder om huvudstaden Madrid. Padul ligger 766 meter över havet och antalet invånare är 7 266.
Terrängen runt Padul är varierad. Runt Padul är det ganska glesbefolkat, med 50 invånare per kvadratkilometer. Närmaste större samhälle är Granada, 18,2 km norr om Padul. Trakten runt Padul består till största delen av jordbruksmark.